# Skredbotnen
Das Skredbotnen (norwegisch für Lawinenkessel) ist ein Bergkessel im ostantarktischen Königin-Maud-Land. Im Mühlig-Hofmann-Gebirge liegt er auf der Westseite des Grytøyrfjellet.
Norwegische Kartographen, die ihn auch benannten, kartierten ihn anhand von Luftaufnahmen und Vermessungen der Dritten Norwegischen Antarktisexpedition (1956–1960).